# Fortnight
Fortnight è un singolo della cantante statunitense Taylor Swift, pubblicato il 19 aprile 2024 come primo estratto dall'undicesimo album in studio The Tortured Poets Department.
Il brano, che vede la collaborazione di Post Malone, è stato scritto dai due stessi interpreti insieme a Jack Antonoff, che ne è anche il produttore insieme alla stessa interprete.
Nonostante abbia ricevuto giudizi contrastanti da parte della critica specializzata, Fortnight ha ottenuto un grande successo commerciale e, alla 67ª edizione dei Grammy Award, ha ricevuto tre candidature nella categoria Registrazione dell'anno, Canzone dell'anno e Miglior videoclip.

## Antefatti e pubblicazione
Dopo aver annunciato il nuovo album The Tortured Poets Department in occasione della 66ª edizione dei Grammy Awards, la cantante ha rivelato che il brano Fortnight sarebbe stata la prima traccia del nuovo album. Il cantante e rapper statunitense Post Malone è stato in seguito annunciato come artista collaboratore presente nel brano. Il giorno successivo all'annuncio, Malone ha espresso la sua contentezza attraverso un post sul suo canale Instagram. Durante un'intervista con Zane Lowe per Apple Music, il cantante si è complimentato con la Swift definendola "fantastica e talentuosa". L'artista ha poi aggiunto che, il giorno della registrazione del brano, ha passato una bellissima giornata con la Swift e che non aveva ancora ascoltato il brano per intero.
Il 17 aprile 2024, due giorni prima della pubblicazione dell'album The Tortured Poets Department, è stato resto noto che Fortnight sarebbe stato inviato alle radio americane il 19 aprile come primo singolo estratto dall'album, e che nelle ore successive all'uscita dell'album sarebbe stato pubblicato un video musicale per il singolo. La stessa Taylor ha annunciato il singolo e il video musicale dieci ore prima dell'uscita dell'album.

## Descrizione e testo
Fortnight è una ballata influenzata da tonalità downtempo, elettropop e synth pop degli anni '80. Alcuni critici hanno ritenuto che il brano fosse stilisticamente simile alla musica dell'album Midnights della stessa Swift. Lauren Webb di Clash ha scritto che il brano ha forti somiglianze con le ballate sentimentale degli anni '80 di artisti come Roxette, i Cutting Crew o Phil Collins. Jason Lipshutz in un articolo per Billboard ha osservato come l'artista canta in un monotono attenuato che divampa con le fitte emotive nei versi precedenti alle parti di Malone.
Il testo parla del racconto di una donna e di come diventa vicina di casa di un suo ex fidanzato, attualmente sposato con un'altra donna, mentre lei stessa adesso vive un matrimonio infelice. Il fatto di vivere accanto al suo ex fidanzato le fa fantasticare di uccidere la moglie. Nella seconda strofa, il personaggio della Swift viene a conoscenza dell'infedeltà del marito dichiarando di volerlo uccidere. Nella parte conclusiva del brano, il personaggio di Post Malone, che rappresenta l'ex fidanzato della Swift nella canzone, racconta del fatto che si sta per trasferire in Florida.
In merito al tema e al testo del brano, Thom Donovan di American Songwriter ha definito la storia della canzone come "una precedente storia di amore che si trasforma in un incubo di provincia". Helen Brown, del quotidiano britannico online The Independent, ha ipotizzato che il brano fosse autobiografico, mentre Shaad D'Souza della webzine statunitense Pitchfork ha condiviso parzialmente l'opinione della collega britannica, aggiungendo che parte del testo fosse frutto della fantasia e creatività della Swift e che si avvicinasse più ai testi dell'album Folklore (2020). Mark Siroky ha scritto sul magazine statunitense Consequence che, a più riprese, nel brano è possibile sentire una "pesante aria di morte e oscurità".
Durante la presentazione dell'album con iHeartRadio, la Swift ha dichiarato che Fortnight "esprime un sacco di temi che sono ricorrenti in tutto l'album, tra cui il fatalismo, il desiderio, lo struggimento e i sogni perduti".

## Tracce
Testi di Taylor Swift, Jack Antonoff, Austin Post.
1. Fortnight (feat. Post Malone) – 3:48
2. Fortnight (feat. Post Malone) (BLOND:ISH Remix) – 3:42
3. Fortnight (feat. Post Malone) (Acoustic Version) – 3:48
4. Fortnight (feat. Post Malone) (Cults Remix) – 3:36

## Formazione
Musicisti
- Taylor Swift – voce
- Post Malone – voce aggiuntiva
- Jack Antonoff – tastiera, programmazione delle percussioni, sintetizzatore, chitarra
- Sean Hutchinson – percussioni

Produzione
- Jack Antonoff – produzione, registrazione
- Taylor Swift – produzione
- Louis Bell – ingegneria
- Șerban Ghenea – missaggio
- Bryce Bordone – ingegneria
- Laura Sisk – ingegneria
- Oli Jacobs – ingegneria vocale
- Jon Sher – assistente ingegneria vocale
- Jack Manning – assistente ingegneria vocale
- Lauren Marquez – assistente ingegneria vocale
- Michael Riddleberger – ingegneria vocale
- Randy Merrill – mastering

## Accoglienza
Fortnight ha ricevuto pareri contrastanti da parte della critica specializzata. Alli Rosenbloom, della CNN, ha definito il brano come "una prima traccia dinamica" e "probabilmente la canzone più orecchiabile e accattivante dell'intero album", lodando il connubio tra le voci della Swift e di Post Malone. Anche Mesfin Fekadu, del The Hollywood Reporter, ha definito il brano come "un pezzo forte dell'album". In una recensione per l'Irish Independent, John Meagher ha notato come la partecipazione di Post Malone è inaspettatamente limitata e più circoscritta, rispetto alle sue "solite esibizioni melodrammatiche", creando "il miglior risultato possibile". Ed Power del The Daily Telegraph ha aggiunto che "la sua [di Post Malone] voce ansimante si combina perfettamente con il tubare angosciato della Swift". Jason Lipshutz di Billboard ha classificato Fortnight come la quinta migliore traccia di tutti i 31 brani presenti in The Tortured Poets Department: The Anthology.
Con recensioni meno entusiastiche, Callie Ahlgrim del Business Insider e Laura Molloy del settimanale britannico NME hanno ritenuto il brano "privo di inventiva" per via delle capacità artistiche della Swift, ammettendo che somigli troppo alle precedenti collaborazioni tra Antonoff e la cantante. Mark Richardson, in un articolo per il The Wall Street Journal, ha definito la canzone come "così così". Chris Willman di Variety ha considerato il brano "perfetto per le radio pop, ma non molto rappresentativo di tutte le altre argomentazioni viscerali e ossessive presenti nell'album". La rivista Paste, in una pesante critica nei confronti del brano, lo ha definito come una "vasca inebriante di nulla pop". Alex Hudson, in un articolo per la rivista Exclaim!, ha scritto: "Sono veramente scioccato che un'artista esperta come la Swift, che produce un successo dietro l'altro, abbia anche potuto minimamente considerare una canzone così triste e per nulla memorabile come singolo".

## Video musicale
Il video musicale di Fortnight è stato scritto e diretto dalla Swift, con la collaborazione di Rodrigo Prieto che ha seguito la direzione fotografica e cinematografica. Quattro ore prima dell'uscita dell'album la Swift ha pubblicato sui suoi canali social un'anticipazione di sei secondi del video musicale del brano, in cui vengono mostrati entrambi gli artisti all'interno di una stanza distopica bianca mentre utilizzano una macchina da scrivere, lanciano oggetti addosso alle finestre e una scena della Swift legata ad una sorta di sedia elettrica. Secondo alcuni esperti, il video musicale di Fortnight è stato ispirato al film del 2023 Povere creature!. Alcuni fan hanno notato che la macchina da scrivere utilizzata dalla Swift non aveva il tasto corrispondente al numero 1, ritenendo questo fosse un qualche segreto che sarebbe stato rivelato con la pubblicazione dell'album. In realtà le macchine da scrivere non erano dotate del tasto "1" ma veniva, invece, utilizzata una "i".
Il video musicale di Fortnight è stato pubblicato il 19 aprile 2024 e vede la partecipazione di entrambi gli artisti. All'interno del video figurano anche gli attori Ethan Hawke e Josh Charles del film del 1989 L'attimo fuggente.

## Successo commerciale
Nel giorno della sua pubblicazione, Fortnight ha infranto il record per il maggior numero di streaming ottenuto a livello mondiale sulla piattaforma streaming Spotify in un solo giorno, ottenendo oltre 25 milioni di riproduzioni streaming sulla piattaforma e battendo il record di oltre 23 milioni precedentemente detenuto da All I Want for Christmas Is You di Mariah Carey.
Il brano ha debuttato al vertice di diverse classifiche mondiali, tra cui Stati Uniti, Regno Unito, Australia, Canada e Nuova Zelanda, e ha fatto il suo ingresso nella top 10 delle classifiche di Germania, Irlanda, Islanda, Lituania, Norvegia e Svezia. 
Negli Stati Uniti, nella settimana di pubblicazione del 4 maggio 2024, il brano ha debuttato alla prima posizione della Billboard Hot 100, diventando la 78ª canzone a riuscirci nella storia della classifica, la 12ª numero uno della Swift e la 5ª per Malone. Tale risultato è stato reso possibile grazie a 76,2 milioni di streaming, 31,1 milioni di audience radiofonica e 19 000 download digitali venduti nella prima settimana di disponibilità. Inoltre, Fortnight ha permesso alla Swift di diventare la sesta artista per numero uno accumulate nella Billboard Hot 100, equiparando Madonna e le The Supremes, e la terza tra le artiste donne dietro a Mariah Carey e Rihanna. Avendo il brano debuttato alla prima posizione, la Swift ha ottenuto il suo settimo debutto al vertice della classifica, equiparando Ariana Grande e rimanendo dietro solamente al rapper canadese Drake.

## Classifiche

### Classifiche settimanali
| Classifica (2024)   | Posizione massima |
| ------------------- | ----------------- |
| Arabia Saudita      | 3                 |
| Argentina           | 22                |
| Australia           | 1                 |
| Austria             | 2                 |
| Belgio (Fiandre)    | 4                 |
| Belgio (Vallonia)   | 45                |
| Brasile             | 12                |
| Canada              | 1                 |
| Corea del Sud       | 116               |
| Costa Rica          | 14                |
| Croazia             | 6                 |
| Danimarca           | 2                 |
| Emirati Arabi Uniti | 1                 |
| Ecuador             | 25                |
| Estonia             | 9                 |
| Filippine           | 1                 |
| Finlandia           | 17                |
| Francia             | 19                |
| Germania            | 2                 |
| Grecia              | 3                 |
| Hong Kong           | 1                 |
| Indonesia           | 5                 |
| India               | 1                 |
| Irlanda             | 2                 |
| Islanda             | 5                 |
| Israele             | 40                |
| Italia              | 22                |
| Lettonia            | 4                 |
| Libano              | 9                 |
| Lituania            | 4                 |
| Lussemburgo         | 4                 |
| Medio Oriente       | 2                 |
| Norvegia            | 4                 |
| Nuova Zelanda       | 1                 |
| Paesi Bassi         | 8                 |
| Panama              | 11                |
| Perù                | 19                |
| Polonia             | 16                |
| Portogallo          | 2                 |
| Regno Unito         | 1                 |
| Repubblica Ceca     | 8                 |
| Singapore           | 1                 |
| Slovacchia          | 8                 |
| Spagna              | 16                |
| Stati Uniti         | 1                 |
| Sudafrica           | 4                 |
| Svezia              | 4                 |
| Svizzera            | 3                 |
| Taiwan              | 2                 |
| Ungheria            | 24                |

### Classifiche di fine anno
| Classifica (2024) | Posizione |
| ----------------- | --------- |
| Australia         | 20        |
| Austria           | 48        |
| Canada            | 16        |
| Estonia           | 25        |
| Filippine         | 47        |
| Germania          | 44        |
| Islanda           | 99        |
| Nuova Zelanda     | 34        |
| Portogallo        | 81        |
| Regno Unito       | 19        |
| Stati Uniti       | 22        |
| Svezia            | 88        |
| Svizzera          | 65        |

## Riconoscimenti
- MTV Europe Music Awards[90][91]
  - 2024 – Miglior video
  - 2024 – Candidatura per Miglior collaborazione
- MTV Video Music Awards[92]
  - 2024 – Video dell'anno
  - 2024 – Candidatura per Canzone dell'anno
  - 2024 – Miglior collaborazione
  - 2024 – Miglior regia
  - 2024 – Candidatura per Miglior fotografia
  - 2024 – Miglior montaggio
  - 2024 – Candidatura per Migliori effetti visivi
  - 2024 – Candidatura per Migliore direzione artistica
  - 2024 – Canzone dell'estate
- Grammy Award[17]
  - 2025 – Candidatura per Registrazione dell'anno
  - 2025 – Candidatura per Canzone dell'anno
  - 2025 – Candidatura per Miglior videoclip
- AMAs American Music Adwards
  - 2025 - Canditatura per Collaborazione dell'anno

## Date di pubblicazione
| Paese                 | Data           | Formato                      | Nota           |
| --------------------- | -------------- | ---------------------------- | -------------- |
| Mondo                 | 19 aprile 2024 | Download digitale, streaming | [ 93 ]         |
| Italia                | 19 aprile 2024 | Radio                        | [ 94 ]         |
| Stati Uniti d'America | 19 aprile 2024 | Contemporary hit radio       | [ 95 ]         |
| Stati Uniti d'America | 19 aprile 2024 | Hot adult contemporary radio | [ 96 ]         |
| Germania              | 25 aprile 2024 | CD                           | [ 97 ]         |
| Svizzera              | 25 aprile 2024 | CD                           | [ 97 ]         |
| Irlanda               | 3 maggio 2024  | CD                           | [ 98 ]         |
| Regno Unito           | 3 maggio 2024  | CD                           | [ 98 ]         |
| Stati Uniti d'America | 31 maggio 2024 | CD                           | [ 99 ] [ 100 ] |